# Григориади, Владимир Стиллианович
Владимир Стиллианович Григориади (род. 5 августа 1949 в Удмуртской АССР) — российский государственный и политический деятель. Депутат Государственной Думы Федерального Собрания РФ первого и второго созыва. Мэр города Миасс (1991—1993; 2000—2004).

## Биография
Родился 5 августа 1949 в селе Яксер Кизнерского района Удмуртской АССР. Окончил школу в 1969 году. В 1970 году поступил в Ставропольский строительный техникум, который окончил через три года. В 1978 году поступил в Московский финансово-экономический институт, окончил в 1982. В период с 1973 по 1982 года трудился в строительной области: прошёл долгий путь от мастера до начальника управления.
В 1980 году переехал в Миасс, где был назначен на должность заместителя директора строительного треста. В 1988 году назначен директором этого же предприятия. В 1990 назначен главой исполкома городского Совета Миасса. В 1991 году назначен главой администрации Миасса. В 1993 году сыграл важную роль в решении острого конфликта в Челябинской области, который вылился в сложный политический кризис. В 1993 году избран депутатом Государственной Думы первого созыва. В связи с этим покинул должность главы Миасса. В 1995 переизбран во второй созыв. По окончании депутатского срока подал заявку в мэры Миасса. В 2000 выиграл выборы.
12 мая 2004 года был арестован бойцами спецназа УФСБ. Ему было предъявлено обвинение по статье 290 части 4 пунктам «в» и «г» УК РФ. В октябре того же года был признан виновным в получении взятки. Челябинский областной суд приговорил его к восьми годам лишения свободы и штрафу в 1 млн рублей. В 2011 году был выпущен на свободу по УДО.